# Walter Kägi (Filmproduzent)
Walter Kägi (* 30. Dezember 1911 in Zürich; † 30. Mai 1984 in Mammern) war ein Schweizer Filmproduzent.

## Werdegang
Walter Kägi brach sein Studium ab, um in der Schweizer Filmindustrie arbeiten zu können. Erste praktische Erfahrungen sammelte er bei Stefan Markus. Als Schnittmeister kam er zudem bei der Gloriafilm unter. Nach einer entsprechenden Ausbildung in Paris folgte die Gründung eines eigenen filmtechnischen Labors für Trickaufnahmen, Montage und Synchronisation. 
Später ging Walter Kägi zum Auftrags- und Dokumentarfilm über. Als Filmatelier diente ihm das 1954 bezogene Studio Neuhaus in Rümlang. Seine Spezialität waren Werbefilme mit Marionetten und Puppen. Zusammen mit Alfred Rasser realisierte er mehrere Filmprojekte. Der letzte abendfüllende Film entstand mit Schaggi Streuli. 
Walter Kägi war mit der Schnittmeisterin Leny Berta Treichler verheiratet.

## Filmografie (Auswahl)
- 1941: Das Menschlein Matthias
- 1941: Emil, me mues halt rede mitenand!
- 1941: Der doppelte Matthias und seine Töchter
- 1942: Menschen die vorüberziehen...
- 1942: Gottesmühlen (Steibruch)
- 1943: Das Leben beginnt (Matura-Reise)
- 1950: Tour de Suisse 1950
- 1952: VI. Olympische Winterspiele Oslo 1952
- 1956: Läppli am Zoll!
- 1957: Gegen den Strom
- 1959: HD-Soldat Läppli
- 1961: Demokrat Läppli
- 1962: Sonne, Meer und nackte Menschen
- 1965: De Zauberbuur
- 1966: Polizischt Wäckerli in Gefahr